# Zespół Peny-Shokeira
Zespół Peny i Shokeira (pseudotrisomia 18, sekwencja akinezji płodu, sekwencja deformacyjna akinezji płodu, FADS, mnogie przykurcze stawowe z hipoplazją płuc, ang. Pena-Shokeir syndrome, type I; fetal akinesia/hypokinesia sequence, fetal akinesia deformation sequence, FADS, arthrogryposis multiplex congenita with pulmonary atresia) – rzadki zespół wad wrodzonych (określany też jako sekwencja malformacyjna), charakteryzujący się artrogrypozą, cechami dysmorficznymi twarzy i hipoplazją płuc. Wspólną cechą płodów jest obniżona aktywność ruchowa, skutkująca wielowodziem (płód nie połyka wód płodowych), hipoplazją płuc (brak ruchów przepony i mięśni międzyżebrowych), skróceniem sznura pępowinowego i mnogimi przykurczami stawowymi.
Ulnaryzacja dłoni, wydatne pięty, kamptodaktylia i brak bruzd zgięciowych dłoni również stanowią część fenotypu zespołu Peny-Shokeira. Twarz noworodka wykazuje cechy dysmorficzne: ubogą mimikę, hiperteloryzm, telekantus, małe, zrotowane do tyłu małżowiny uszne, mikrostomię, mikrognację, wysokie podniebienie. Niekiedy stwierdza się rozszczep podniebienia i wady serca.
Wiele dzieci z zespołem rodzi się przedwcześnie, a nawet jeśli rodzą się o czasie, ich masa urodzeniowa jest niska. Szyja jest skrócona (niekiedy płetwista), częste jest wnętrostwo. U dzieci które przeżywają okres okołoporodowy na ogół rozwija się zespół krótkiego jelita i złego wchłaniania.
Od przedstawienia pierwszego opisu zespołu w 1974 w literaturze przedstawiono około stu przypadków. Około 30% z nich było martwo urodzonych, a większość żywo urodzonych umierała w okresie okołoporodowym z powodu powikłań hipoplazji płuc. Etiologia zespołu jest złożona. W około 50% przypadków sugerowano dziedziczenie autosomalne recesywne (pokrewieństwo rodziców lub wystąpienie zespołu u rodzeństwa). W części przypadków rozpoznano matczyną miastenię. Wykazano eksperymentalnie, że podanie kuraryny ciężarnym myszom skutkuje zwierzęcym modelem zespołu u mysich noworodków.
W różnicowaniu zespołu Peny-Shokeira typu I należy uwzględnić zespół Edwardsa (stąd nazwa pseudotrisomii 18). Podobieństwa obejmują mnogie przykurcze stawowe, kamptodaktylię i wydatną piętę. Rozstrzygające znaczenie ma badanie kariotypu.